# Flugunfall der Boeing 707 N7071 von Boeing
Am 19. Oktober 1959 musste eine Boeing 707 in einem Fluss notgelandet werden, nachdem beim Testflug die physischen Grenzen des Flugzeugs bei den Flugmanövern überschritten wurde. Dabei starben 4 der 8 Besatzungsmitglieder.

## Flugzeug und Besatzung
Das Flugzeug war eine etwa 4 Monate alte Boeing 707-227 (Luftfahrzeugkennzeichen:N7071, Werknummer:17691/45), die mit 4 Turbojettriebwerken des Typs Pratt & Whitney JT4A-3 ausgestattet war und seit ihrer Fertigstellung am 11. Juni 1959 bis zum Unfall 173 Betriebsstunden absolviert hatte.
Die Besatzung bestand aus dem  Boeing-Testpiloten Russel H. Baum (32), der in dem Fall auch Pilot in Command (PIC) war, den beiden Flugkapitänen von Braniff International Airways John A. Berke (49) und Manliff F. Staley (43) sowie dem Boeing-Flugingenieur von Boeing George C. Hagan (28). Als Passagiere gelistet waren der Branniff-Flugingenieur Albert C. Krause (28), der Brannif-Technikausbilder Fred W. Synmark (39), der Boeing-Pilot William J. Allsopp (41) und FAA-Flugbetriebsinspektor  William H. Huebner, Jr. (35).

## Flugplanung
Dieser Flug war dazu gedacht, dem Käufer Braniff International Airways die verlangten Steuerfertigkeiten unter Beweis zu stellen und die Piloten der Fluggesellschaft zu trainieren.
Der ursprünglich eingereichte Flugplan sah einen Instrumentenflug vor, der um 13:30 Uhr Pacific Standard Time (PST) beginnen sollte. Der Treibstoff sollte für 5 Stunden reichen. Kurz vor dem tatsächlichen Start wurde der Instrumentenflug verworfen und stattdessen ein Plan für einen Sichtflug eingereicht mit einer geschätzten Flugzeit von 4¼ Stunden. Baum saß auf dem rechten Vordersitz im Cockpit, während auf dem linken Berke, für den es der erste Flug auf einer Boeing 707 war, saß. Krause übernahm die Aufgabe als Flugingenieur.

## Verlauf
Nach dem Start wurden zahlreiche Manöver geflogen. Zuerst erzeugte Baum eine Dutch Roll und fing das Flugzeug ab, dessen Landeklappen eingefahren waren, bevor Berke es ihm nachmachte. Danach verlangsamten die Piloten das Flugzeug auf 155 kn (ca. 290 km/h) und fuhren die Landeklappen auf 40° aus. Bei den folgenden Dutch Rolls wurde ein Querneigungswinkel von 25° trotz entsprechender Beschränkung überschritten. Laut Aussage von Allsopp war dem PIC Baum dies bewusst gewesen. Boeing hatte seinen Piloten mitgeteilt, einen Querneigungswinkel von 15° anzustreben und 25° nicht zu überschreiten. Dies hatte keine strukturellen Gründe, sondern lag daran, dass die Dutch Rolls auch bei solchen Winkeln zufriedenstellend ausgeführt werden konnten.
Baum schlug Berke daraufhin vor, die Sitze zu tauschen. Bei der darauffolgenden von Baum eingeleiteten Dutch Roll erreichte die Querneigung 40–60°. Berke versuchte die 707 zu stabilisieren, indem er mit den Querrudern nach rechts in den Horizontalflug rollte. Als das Flugzeug weiter nach rechts rollte, griff PIC Baum ein und versuchte mit den Querrudern nach links zu rollen. Trotzdem überstieg der Querneigungswinkel 90°. Die darauffolgende Linksrolle wurde als noch extremer beschrieben. Die 707 rollte einmal um die Längsachse und geriet in einen steilen Sinkflug, aus dem Baum sie schließlich abfing. Die Piloten sahen auf den Instrumenten, dass Triebwerke Nr. 1, 2 und 4 ausgefallen waren und ihre Schubhebel komplett schlaff waren. Flugingenieur Hagan meldete einen Totalausfall der Elektrik. Als FAA-Inspektor Huebner in die Kabine ging, sah er kleine Feuer an den Aufhängungen von Triebwerken Nr. 1 und Nr. 4. und ein großes an der Aufhängung von Triebwerk Nr. 2, das nur noch lose hing und sich später auch löste. Er ging zurück ins Cockpit und schlug eine Notwasserung auf dem Lake Cavenaugh vor. Baum hingegen suchte offenbar einen Flugplatz zum Landen und flog einen Kreis östlich des Sees. Krause, Symmank, Allsopp, und Huebner gingen in die hintere Kabine und nahmen die Position für eine Notwasserung ein. Anstelle von Krause, saß nun wieder Hagan im Cockpit.
Das Feuer an der Aufhängung von Triebwerk Nr. 2 wütete so stark, dass es ein Loch in die Landeklappen brannte, einen Großteil des inneren Querruders an der linken Tragfläche vernichtete und deren Oberfläche wegschmolz, sodass man in das Innere sehen konnte. Das Flugzeug hielt zunächst einen südöstlichen Kurs, flog eine Kurve auf Kurs 230° und sank dort weiter, bis es nahezu im Horizontalflug Bäume streifte. Ein 16 ft (4,9 m) langes Stück der Tragfläche riss ab und durch die vom Feuer beschädigten Steuerflächen, stürzte die Boeing 707 in den Stillaguamish River mit 55° Linksneigung. Wahrscheinlich wollte Baum auf einem „eine halbe Meile“ (805 m) dahinter liegenden großen freien Feld landen. Triebwerk Nr. 3, das als einziges an seiner Position verblieb, musste kurz vor der Bruchlandung abgeschaltet werden, da mit dem einseitigen Schub eine Korrektur mit dem Seitenruder unter Zunahme der Seitenruderverstärkung nötig gewesen wäre. Die Verstärkung wäre durch den Elektrikausfall jedoch nicht nutzbar gewesen. Außerdem wurden die Landeklappen von 40° auf 28° gesetzt. In dieser Konfiguration sind die äußeren Querruder am effektivsten. Das Vorderteil, in dem sich Baum, Berke, Staley und Hagan befanden wurde fast vollständig zerstört. Der hintere Teil, in dem Krause, Symmank, Allsopp, und Huebner überlebten, blieb trotz des Feuers im Flug und des Aufschlags relativ intakt und vom Feuer am Boden verschont.

## Ermittlungen
Da es zwar einen Flugdatenschreiber an Bord gab, er jedoch nicht in Betrieb war, wurde das vom Civil Aeronautics Board (CAB) untersuchte Geschehen teilweise aus den Aussagen der Überlebenden rekonstruiert. Die Ermittler kamen zum Schluss, dass die Triebwerke Nr. 1, 2 und 4 abrissen, da die von der Konstruktion gesetzte Belastungsgrenze überschritten wurde. Diese sollte verhindern, dass diese Kräfte auf die Tragflächen übertragen werden. Die Ermittler des CAB konnten nicht nachvollziehen, warum Baum eine solch extreme Dutch Roll eingeleitet hatte, die keinerlei Lehrwert hatte, zumal Baum selbst im Flug auf die Beschränkungen hinwies. Trotzdem ließ er Berke, der nie zuvor eine 707 geflogen war, diese Manöver fliegen. Nachdem Baum die Kontrolle übernahm, wählte er mit dem Feld eine exzellente Landemöglichkeit für die vom Brand schwer beschädigte Maschine. Da er Triebwerk Nr. 3 abschalten musste, schaffte er es nicht bis dahin.
Boeing überarbeitete im Anschluss sein Trainingsprogramm. Das Einhalten der Querneigungsgrenzen wurde nochmals betont und Dutch Rolls wurden erst geflogen, nachdem die Testpiloten bereits in anderen Manövern Erfahrung gesammelt hatten. Zusätzlich war durch Konstruktionsänderungen die Seitenruderunterstützung nun jederzeit nutzbar, die Fläche der Seitenflosse wurde vergrößert und es wurden Strakes angebracht.